# 地區議會 (德國)

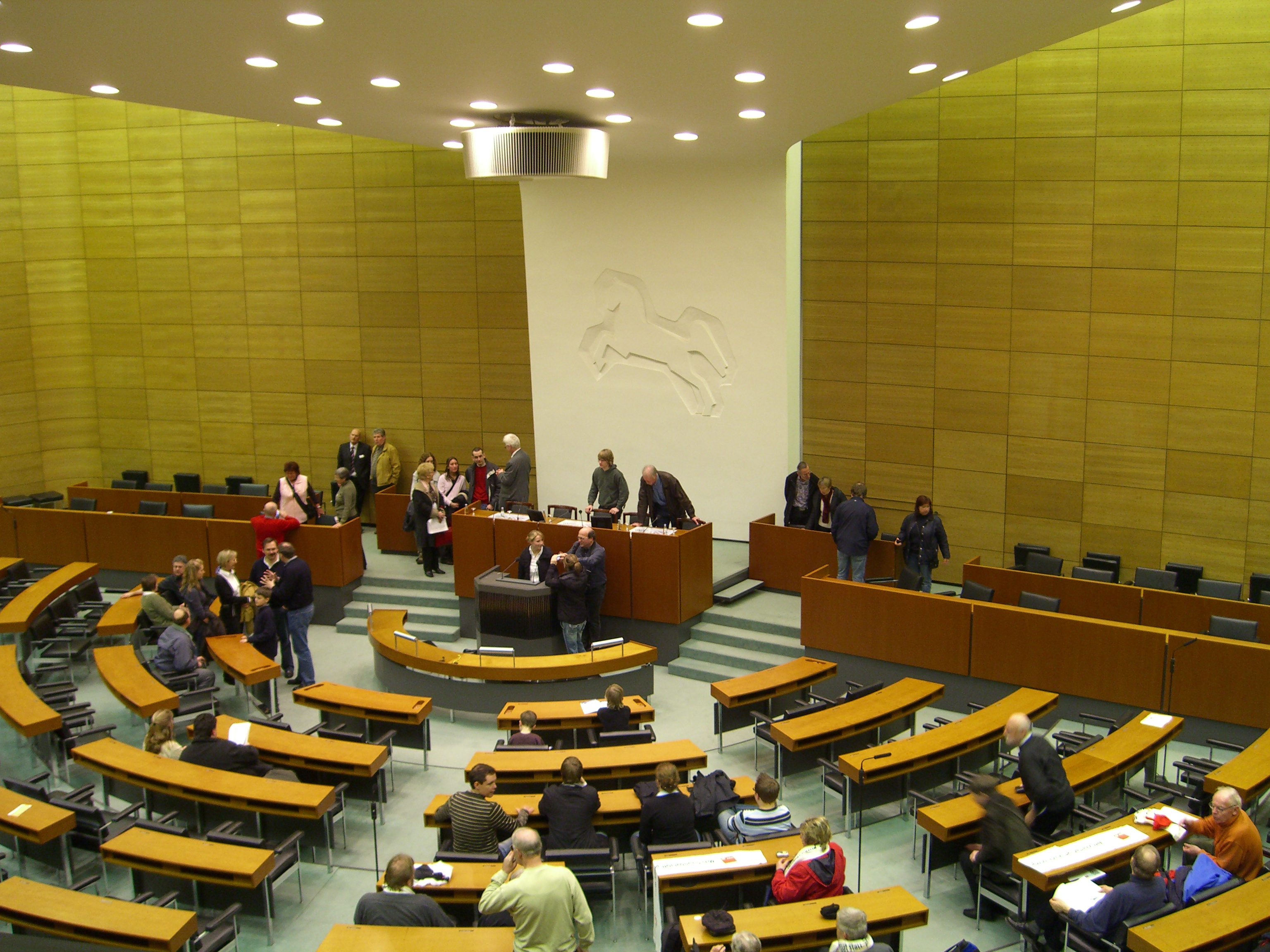
漢諾威的下薩克森州地區議會

地區議會（德語：landtag）通常是德語國家的聯邦或其他地方自治實體的立法議會或議會。它通常是在非聯邦事務上行使立法權限的一院制議會。
德國和奧地利的邦都有地區議會，此外意大利南蒂羅爾的立法機關在德語中也被稱為 landtag。在歷史上，德意志邦聯的各邦也建立了地區議會，蘇台德德國人也曾以地區議會為組織；列支敦士登的地區議會是該國的一院制議會。